# آبکافت
هیدرولیز یا آبکافت (به انگلیسی: Hydrolysis) (برگرفته از کلمه یونانی hydro به معنی آب و کلمه lysis به معنی جدا کردن پیوند) معمولاً یک واکنش جدا شدن پیوندهای شیمیایی به واسطه اضافه کردن آب است. یک واکنش شیمیایی است که در طی آن یک یا چند مولکول آب به یونهای هیدروژن و هیدروکسیل شکسته می‌شود که این ممکن است باعث ادامه یافتن حضور آن در واکنش‌های دیگری شود. در واکنش آبکافت، ممکن است همراه با تجزیهٔ آب مولکول‌های دیگری نیز شکسته شوند که طی آن گروه هیدروژن به یک قسمت و گروه هیدروکسیل به قسمت دیگر مولکول شکسته شده اضافه می‌شوند. هیدرولیز واکنشی است که در محیط آبی منجر به یونیزاسیون ماده می‌شود. ترکیب شدن یک نمک با آب و تولید اسید و باز را هیدرولیز یا آبکافت گویند و به معنی تجزیه به وسیلهٔ آب است. در آبکافت از برق و قطب‌های آن برای تجزیه ماده محلول در اب استفاده می‌شود زیرا آب یک ترکیب یونی و دارای بار الکتریکی داخلی است و ترکیبی که در آن حل می‌شود نیز باید یونی باشد با اتصال یک جریان برق ملکول‌های حل شونده دارای بار مثبت به سمت قطب منفی می‌روند و از آن الکترون می‌گیرند و به حالت خنثی بر می‌گردند همین عامل سبب تجزیه ماده محلول در آب می‌شود اگر اینکار را با نمک خوراکی انجام دهیم پس از مدتی بوی کلر از ظرف متصاعد می‌شود؛ پس نمی‌توان گفت همیشه موادی که در این حال تجزیه شده‌اند قابل بازیابی هستند هیدرولیز یک فرایند تجزیه شیمیایی است که در آن از آب برای گسستن پیوندهای شیمیایی یک ماده استفاده می‌شود. این مشخصه واکنش هیدرولیز یا آب کافت با واکنش‌هایی است که مولکول آب به ترکیب اضافه شده، اما تکمیلی صورت نمی‌گیرد. به عبارتی ترکیب شدن یک نمک با آب و تولید اسید و باز را هیدرولیز یا آبکافت گویند و به معنی تجزیه به وسیلهٔ آب است.

## نگاه کلی
هیدرولیز، نوعی واکنش شیمیائی است که ضمن آن آب نسبت به یک ماده دیگر واکنش نشان داده، آن را شکافته ویک یا چند ماده جدید کاملاً مستقل از ماده اصلی تولید می‌کند. تجزیه ساکروز یا قند نیشکر که باعث به وجود آمدن گلوکز و فروکتوز می‌شود یا تبدیل نشاسته به گلوکز که با حضور یک کاتالیزور مناسب انجام می‌شود. از جمله مثال‌های این نوع واکنش می‌باشند گلوکز اساس تشکیل دهنده سلولز است. هیدرولیز سبب کاهش طول زنجیر ویا اندازه مولکول‌ها می‌شود که این عمل خود قابلیت انحلال‌پذیری را زیاد می‌کند. هیدرولیز اسیدی (هیدرولیز به کمک اسید به عنوان کاتالیزور) یکی از واکنش‌های مهم در فر آیند ساخت تخته فیبر به‌شمار می‌رود. این واکنش در فر آیند ساخت خمیر، باعث تجزیه و از دست رفتن قسمتی از همی سلولز می‌شود اسید استیک و اسید فورمیک که هم‌زمان ازکربو هیدراتهای چوب تولید می‌شود. میزان اسید لازم را برای واکنش هیدرولیز تأمین می‌کنند. هیدرولیز همی سلولز سبب کاهش میزان محصول خمیر تولیدی شده و نیز قندهای تجزیه پذیر را به آب موجود در سیستم می‌افزاید.
در شیمی آلی ترکیباتی وجود دارد که از متراکم شدن دو ترکیب و از دست دادن یک مولکول آب ایجاد می‌شود. با انجام عمل هیدرولیز روی این ترکیبات می‌توان آن‌ها را به ترکیبات سازنده‌شان تجزیه کرد. عمل هیدرولبز معکوس فرایند آبگیری یا تغلیظ می‌شود و معمولاً یک فرایند برگشت‌پذیر می‌باشد، یعنی با آب‌گیری از ترکیب هیدرولیز شده دوباره همان ترکیب اولیه حاصل می‌شود. البته تحت شرایط خاصی هیدرولیز می‌تواند برگشت‌ناپذیر باشد.

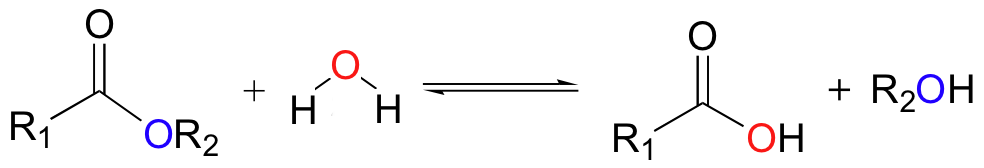
سازوکار نمونه برای واکنش آبکافت: هیدرولیز یک استر به اسید مربوطه

## چگونگی عمل هیدرولیز
وقتی یک نمک وارد آب شد، یونیزه می‌گردد. چون آب، کمی به صورت یونیزه است، یون مثبت فلزی نمک با یون آب به صورت باز در می‌آید و یون منفی بنیان نمک با یون آب تولید اسید می‌کند. این عمل آب را هیدرولیز گویند.
مثلاً وقتی NaCl وارد آب می‌شود، به یون‌های و تفکیک می‌گردد. کاتیون نمک با آنیون آب تولید NaOH و آنیون نمک با کاتیون آب تولید HCl می‌نماید، ولی چون هم NaOH و هم HCl از دسته بازها و اسیدهای قوی هستند و بلافاصله به‌طور صددرصد یونیزه می‌شوند و یون‌های و آب را مجدداً آزاد می‌سازند، تأثیری بر تعادل یونی که همیشه در آب مقطر برقرار است، نمی‌گذارند و با توجه به اینکه در آب مقطر و با هم برابرند، با حل شدن NaCl در آب به هیچ تغییری در PH آب پدید نمی‌آید؛ بنابراین محلول خنثی است و هیچ اثری بر معرف‌های شیمیایی ندارد. به همین دلیل می‌گویند یون‌های و در آب هیدرولیز نمی‌شوند؛ بنابراین می‌توان گفت که یون‌های مولد اسید و باز قوی، در آب هیدرولیز نمی‌شود.

## انواع هیدرولیز

### هیدرولیز استرها
یک استر ترکیب متراکم شده از الکل و اسید کربوکسیلیک می‌باشد. از فرایند هیدرولیز، استر در حضور آب و اسید قوی حرارت داده شده و با شکستن مولکول استر دو فراورده ایجاد می‌شود که یکی شامل گروه هیدروکسید (OH) و فراورده‌های دیگر شامل گروه عاملی اسید کربوکسیلیک می‌باشد. قسمتی از مولکول مادر که از ابتدا به صورت کربوکسیلات بوده هیدروژن آب اضافه شده را دریافت می‌کند و قسمتی که شامل گروه آلکیل بوده، گروه هیدروکسیل باقی‌مانده از مولکول آب را دریافت کرده و به الکل تبدیل می‌شود.
با فرایند آبگیری
آب دادن به آلکن

## 'RCOOH + OH-R' → R-COOR
فرایند هیدرولیز

## R-COO-R → R-COOH + ROH
هیدرولیز استر می‌تواند در محیط اسیدی یا بازی انجام گیرد. بر خلاف هیدرولیز با کاتالیست اسیدی که برگشت‌پذیر است، هیدرولیز از طریق کاتالیست بازی برگشت‌ناپذیر است، زیرا واکنش در مرحله آخر به طرف کامل شدن پیش رفته و اسید کربوکسیلیک به یون کربوکسیلات تبدیل می‌شود.

### هیدرولیز آمینو اسیدها
آمینو اسیدها ترکیبات دوگانه‌ای از اسید کربوکسیل و آمین هستند. در هیدرولیز این ترکیبات قسمتی از مولکول مادر که قسمت اسید کربوکسیل می‌باشد، گروه -OH آب را جذب کرده و قسمت آمین +H را جذب می‌کند.

### هیدرولیزنمک خنثی
هر نمکی که محلول آن در آب از نظر خاصیت اسیدی و بازی خنثی باشد، آن را نمک خنثی می‌نامند. هر نمکی که از ترکیب اسیدی قوی با باز قوی به وجود آمده باشد و بر اثر هیدرولیز در آب همین اسید و باز را با ظرفیت برابر تولید نماید، محلولش در آب، خنثی است.

### هیدرولیز نمکی از اسید و باز ضعیف
اگر نمکی از ترکیب یک باز ضعیف با یک اسید ضعیف به وجود آمده باشد، وقتی در آب حل و یونیزه می‌گردد، همه یون‌های حاصل از آن در آب هیدرولیز می‌شوند. زیرا وقتی یون‌های و آب را می‌گیرند، به صورت اسید و باز ضعیف در می‌آیند و قسمت عمده مولکول‌های آن‌ها یونیزه نمی‌شوند و اگر ظرفیت‌ها و درجه تفکیک یونی اسید و باز حاصل با هم برابر باشند، محلول خنثی خواهد بود. مانند آمونیوم استات در آب:
که هیدروکسید آمونیوم (باز ضعیف) با اسید استیک (اسید ضعیف) با می‌باشد. محلول خنثی است، چون محصولات هم ظرفیت‌های برابر دارند و هم ثابت تفکیک یونی برابر.

### هیدرولیز نمکی از اسید قوی
اگر نمکی از ترکیب یک اسید قوی با یک باز ضعیف به وجود آمده باشد، مثل (از ترکیب اسید کلریدریک با هیدروکسید آمونیوم) و در آب حل و یونیزه گردد، یون بنیان آن هیدرولیز نمی‌شود، چون مربوط به اسید قوی است و اگر هم با یون آب ترکیب شود، بلافاصله تفکیک می‌گردد و تأثیری بر تعادل یونی آب نمی‌گذارد؛ ولی یون مثبت آن با یون آب به صورت یک باز ضعیف در می‌آید و باعث کاهش تعداد یون‌های می‌گردد و محیط را اسیدی می‌کند. این‌گونه نمک‌ها را نمک اسیدی گویند.

### هیدرولیز نمکی از باز قوی
اگر نمکی از ترکیب یک باز قوی با یک اسید ضعیف به وجود آمده باشد و در آب حل و یونیزه شود، یون فلزی آن که متعلق به باز قوی است، هیدرولیز نمی‌شود و تأثیری بر تعادل یونی آب نمی‌گذارد، زیرا اگر هم با یون آب به صورت باز در آید، بلافاصله تفکیک می‌گردد، ولی بنیان‌های اسیدی این نمک با گرفتن یون‌های آب به صورت مولکول‌های اسید ضعیف در می‌آیند و قسمت عمده یون‌های گرفته را آزاد نمی‌سازند و باعث کاهش یون در آب و جابجایی تعادل یونی آب در جهت تولید یون و در نتیجه افزایش یون شده و محیط را قلیایی می‌سازند. مثل کربنات سدیم.

### هیدرولیز نمکی از اسید و باز قوی با ظرفیتهای متفاوت
اگر از هیدرولیز یک نمک در آب اسید و باز قوی تولید شوند، ولی ظرفیت‌های آن‌ها برابر نباشند یا درجه تفکیک یونی آن‌ها برابر نباشند، محلول حاصل، خاصیت جسم قویتر یا خاصیت جسم دارای ظرفیت بیشتر را خواهد داشت. مثلاً اگر یک مول وارد مقداری آب شود، تولید یک مول NaOH و یک مول در آب می‌کند. ۲ مول یون آزاد می‌شوند. یک مول با یک مول اسید خنثی می‌شود و یک مول دیگر از یون‌های اسید به‌طور اضافی در محیط باقی می‌ماند و محیط را اسیدی می‌کند.

## برگشت‌ناپذیری هیدرولیز در شرایط فیزیولوژیکی
همانگونه که اشاره شد هیدرولیز را می‌توان وارونه واکنش تراکم در نظر گرفت در بین دو ترکیبی که با اتصال به هم یک مولکول آب از دست می‌دهند؛ بنابراین آب‌گیری و هیدرولیز می‌توانند در برخی موقعیتها در حال تعادل باشند. اما تحت شرایط فیزیولوژیکی، جایی که غلظت یک پیش ماده متابولیک پایین است، واکنش هیدرولیز به‌طور ترمودینامیکی برگشت‌ناپذیر می‌باشد.
برای مثال

## A + H2O → X + Y
با فرض اینکه X غلظت نهایی و Y غلظت اولیه A باشد، اگر Y/X کمتر از ۰٫۰۱ درصد غلظت واکنش دهنده اولیه باشد، هیدرولیز برگشت‌ناپذیر خواهد بود.